# 陕甘宁省
陕甘宁省是1936年至1937年5月中国共产党设立的革命根据地行政区划。

## 历史
1936年5月5日，中华苏维埃人民共和国中央政府主席毛泽东和中国人民革命军事委员会主席朱德（实际上随红四方面军长征途中）联名发出《停战议和，一致抗日通电》。当时，中共中央考虑到全国政治、军事形势的发展和陕甘苏区面临的情况，为争取时间，争取空间，争取力量，为发动全国抗战和发展革命力量创造条件，确定陕甘苏区党组织和红军的任务是：
1. 造成广大的陕甘宁抗日根据地，进而向北打通与苏联蒙古的联系，向南策应红二、六军团和红四方面军北上；
2. 争取东北军及其他可以联合的友军；
3. 坚决地进行陕甘苏区的游击战争。

1936年5月18日，为迎接红二、六军团和红四方面军长征北上，中国人民革命军事委员会发布《西征战役计划》红一方面军主力红一军团、红十五军团和红八十一师、骑兵团共1.3万余人组成西方野战军（司令员兼政委彭德怀）开始西征，开辟新区，建立革命政权。5月19日，彭德怀率领西方野战军分左右两路由永坪、延长出发，开始西征战役。为此撤销陕甘省，成立陕甘宁省，并成立陕甘宁省委和陕甘宁省苏维埃政府。
- 省委书记李富春
- 省委组织部长罗梓铭
- 省委宣传部长李一氓
- 省委白区工作部长蔡畅
- 省委军事部长肖劲光/1937年初黎林、政治委员赖传珠
- 省委青年部长陈时夫
- 省委妇女部长李学蓉
- 省委秘书长左觉农
- 省苏维埃政府主席马锡五
- 省苏维埃政府副主席兼裁判部长和土地部长朱开铨
- 省苏维埃政府秘书长杨培源
- 省苏维埃政府财政部长兼粮食部长杨雨亭
- 省苏维埃政府内务部长王子宜
- 省苏维埃政府教育部长王之匀
- 省苏维埃政府国民经济部长赵耀先
- 省苏维埃政府保卫局长郑自兴
- 保安县
- 三边县
- 庆北县
- 华池县

1936年6月6日,毛泽东、周恩来致电彭德怀:“庆阳、洪德城线及其东西地区是西方根据地的重心，是镇原以北人口经济条件较好地带，应与一军团一个师及军团政治部一半及陕甘宁红军主力全力担负，亦限七月半完成初步赤化。”根据这一指示，西方野战军加紧军事行动，陕甘宁省的范围不断扩大。7月，陕甘宁省党政机关从陕西靖边县吴起镇刘家渠村迁至环县北的河连湾，辖区增加到13个县。1936年7月17日在环县曲子镇花旗（今双城村花旗队）组建了中国人民抗日红军陕甘独立师，以陕甘苏区地方红军武装主要有富县独立营、中宜独立营、新正独立营、新宁独立营、淳耀独立营、甘肃华池独立营、庆环游击队、庆合游击队等地方武装为基础组建，辖4个团，每团3个连，全师共有1300多人。师长姚喆(红十五军团第78师参谋长)，政委黎林(中央军委动员武装部新兵训练处处长兼补充师政委)，参谋长尹国赤(红一师一团三营营长，直罗镇战役中身负重伤，一直在后方医院治疗休息），政治部主任周芝光（红九军团政治部巡视团主任）。由陕甘宁省委军事部领导。其中第二团直属陕甘宁省委军事部；1937年8月陕甘独立师所属部队编为八路军第一二九师工兵营，1937年11月改编为八路军留守兵团三八五旅警备第七团（团长尹国赤，1940年伤势复发牺牲，政委周芝光）。
至1936年7月下旬，西方野战军的西征战役沉重打击了宁夏军阀马鸿逵、马鸿宾部，俘2000余人，缴获各种枪2000余支，战马500余匹，解放了环县、定边、盐池、豫旺四座县城，开辟了纵横各200公里的陕甘宁新根据地。
- 曲子县：县委书记刘昌汉/高伯祥，县苏维埃政府主席李培福。下辖6个区党委、28个乡支部；县保卫队、土桥游击队、合道游击队等地方武装，共200余人。
- 环县：县委书记习仲勋，县苏维埃政府主席刘占奎。下辖6个区党委、39个乡支部；各区建立游击队11支，共300余人。
- 盐池县：县委书记惠庆祺，县苏维埃政府主席袁兆瑞。下辖5个区党委；盐池县保卫队50余人。
- 豫旺县：县委书记刘昌汉，县苏维埃政府主席李会宝。下辖6个区党委；豫旺县建立12支游击队，共400余人。
- 豫海县：1936年10月20日豫海县回民自治政府在同心清真大寺召开成立大会。是中共领导的少数民族地区红色政权的名称中第一次使用“自治”。[1]县委书记贺恩宽，县回民自治政府主席马和福。豫海县回民游击大队，40余人。
- 静宁县：县委书记浦耕钟，县苏维埃政府主席马云清。县游击队和单家集、兴隆镇两个区游击队，共200余人。

各县苏维埃政府下设内务、财政、教育、粮食、保卫、裁判、土地8个部及工会、共青团、妇女部等群团组织。
1936年8月中旬，陕甘宁省委和省苏维埃政府召开联席会议，为迎接红二、四方面军北上筹集物资，完成了3.3万石筹粮任务。
1936年8月30日，中共中央考虑到蒋介石在解决两广事变后，可能会分化东北军，撤换张学良，调胡宗南部入甘。为紧密联合东北军，阻止胡宗南部入甘，发展甘南作为战略根据地之一，同时巩固与发展陕南苏区，使之与陕北、甘北相呼应，在同蒋介石政府的谈判中处于有利地位，中共中央对红军的作战部署进行了调整：
1. 红一方面军主力占领海原、靖远、固原及其以南地区，一部保卫定边、盐池、豫旺、环县苏区，一部保卫陕北苏区，另一部保卫关中苏区；为此，8月31日，红一军团和红十五军团由宁夏豫旺堡、同心城、黑城镇地区出发南下，迅速控制了中宁至固原大道以西、海原以东地区。随后，红一军团以第一师附骑兵第二团一部组成特别支队，在军团政委聂荣臻的率领下，经硝河城向南挺进，于9月14日占领将台堡；红十五军团以步骑兵各1个团组成特别支队，向靖远挺进，亦于9月14日占领打拉池。
2. 红四方面军占领临潭、岷县、漳县、渭源、武山、通渭地区，尽可能取得岷、武、通三城。为此，红四方面军发动岷洮西战役。
3. 红二方面军速向陕甘边界出动，首先插入王均部防线之后占领凤县、宝鸡、两当、徽县、成县、康县地区，再与王均作战。由于任务艰巨，总参谋长刘伯承、西北局副书记任弼时，随红二方面军行动。红二方面军部队分为三个纵队，9月11日出发，攻下成县、两当、徽县、康县等县城，扩大红军2000多人，并筹集了大批物资。

1936年10月9日，红一方面军和红四方面军在甘肃会宁会师，10月22日，红二方面军与红一、四方面军在将台堡会师，陕甘宁省辖区扩展，有曲子、环县、华池、赤安、赤庆、固北、豫旺、豫海、定边、安边、盐池11个县，其中陇东境内有7个县。1936年11月21日山城堡战役结束，陕甘宁省党政机关由河连湾迁至华池县元城子。1936年冬，陕甘宁省委派出支前工作团赴庆阳、驿马关、合水、镇原、固原、三岔等地开展工作，帮助各县建立了党工委。至此，陕甘宁省委先后辖三边特委和17个县（工）委。西安事变发生后，驻陇东的东北军相继撤走，1937年初陕甘宁省党政机关又迁至曲子镇 。1937年2月，支前工作团撤销。1937年春季，陕甘宁省委又先后在陇东统一战线区域内成立了中共合水、庆阳、驿马关、镇原、宁县等5个县委和西峰、固原2个工委，并相继建立了区乡级党的基层组织。
1937年5月，中共陕甘宁特区委员会成立，陕甘宁省委归其领导。全省已有党员2960人。1937年5月2日至14日，中共中央在延安召开“中国共产党全国苏区代表会议”，陕甘宁省结束，所辖地域分别划拨给三边分区、关中分区、庆环分区。1937年9月，中华苏维埃共和国临时中央政府驻西北办事处正式改建为陕甘宁边区政府，撤销陕甘宁省委，成立庆环分区党委。

## 陕甘宁省委、省政府旧址
位于甘肃省环县洪德乡河连湾村南街组。2002年后环县投资修建陕甘宁省委、省政府纪念馆，新建马锡五旧居办公室、李富春旧居办公室、省委、省政府会议室、办公室等7个展室，展出各类图片120多幅,各类文物50多件。现为甘肃省省级文物保护单位、全省国防教育基地、庆阳市爱国主义教育基地、庆阳市党史教育基地。2019年10月被列入第八批全国重点文物保护单位。